# 京都電燈デナ1形電車
京都電燈デナ1形電車（きょうとでんとうデナ1がたでんしゃ）は、京福電気鉄道が同社叡山線（現、叡山電鉄）で使用していた通勤形電車。同社の前身である京都電燈が同線の開業時に新造した車両である。

## 概要
1925年（大正14年）に叡山線の開業に際して日本車両で1～6の6両が製造された。全長は12.3m、片開き2ドアの木造車で窓配置はD10D。電装品等は当時一般的であったアメリカ製のものでなく、ドイツ・イギリス等のものを使用している。車体が短い上に大型の台車を使用していたため床下の擬装が難しく、抵抗器が屋根上にあるのが特徴であった。モーターは2台で各台車の外側軸に配置されている。
当初連結器はなく、集電装置はダブルポール、塗装は緑一色に扉はニス塗りであった。1929年（昭和4年）に自動連結器取り付け、1930年（昭和5年）にシングルポール（同時に連結運転に備え、母線の引き通し工事が施工されている）に、1953年（昭和28年）から順次、現在のデオ600と同様の2色塗装に改められている。
輸送力の小ささから1954年（昭和29年）から順次2両固定編成化された。電気ブレーキはなく、もっぱら平坦な叡山本線で使用されていた。
1964年（昭和39年）にデナ500形導入に伴い全車廃車された。なお、1970年（昭和45年）の北山通開通による車庫改装前まで、廃車後の1両の車体が修学院車庫で倉庫兼休憩所として用いられていた。

## 参考資料
- 朝日新聞社『世界の鉄道 昭和40年版』朝日新聞社、1964年。